# Annibale Lovera di Maria
Annibale Lovera di Maria (Torino, 1909 – 27 giugno 1940) è stato un militare italiano, insignito della medaglia d'oro al valor militare alla memoria nel corso della seconda guerra mondiale.

## Biografia
Nacque in via Cervignasco, a Torino, nel 1909, figlio di Angelo e Irene Dalla Chiesa. Discendente da nobile famiglia di origine nizzarda, dopo avere compiuti i periodi di istruzione premilitare presso l'Università di Torino, arruolatosi nel Regio Esercito dal luglio 1931 iniziò a frequentare la Scuola allievi ufficiali di complemento di Moncalieri conseguendo la promozione a sottotenente nel dicembre successivo. Assegnato al 54º Reggimento fanteria "Sforzesca", fu posto in congedo nel gennaio 1933 e ripresi gli studi interrotti si laureò l'anno successivo in economia e commercio. Promosso tenente nel gennaio 1939, l'anno dopo, alla vigilia della entrata in guerra del Regno d'Italia, fu richiamato in servizio attivo e assegnato al 64º Reggimento fanteria "Cagliari"  mobilitato. A partire dal 10 giugno 1940 prese parte alle operazioni belliche sul fronte occidentale. Rimasto ferito gravemente nel combattimento di La Villette in Val Savine il 23 giugno, decedette quattro giorni più tardi presso l'ospedale da campo n. 120.

### Fonti
1. ↑  Gruppo Medaglie d'Oro al Valore Militare 1965, p. 401.
2. ↑  Gazzetta Ufficiale del Regno d'Italia n.42 del 18 febbraio 1941, pag.798.
3. 1 2 3 4 5  Combattenti Liberazione.
4. ↑  quirinale.it
5. ↑  Registrato alla Corte dei conti lì 14 dicembre 1940,  registro 46 guerra, foglio 51.